# منير ساطوري
منير ساطوري (مواليد 25 مايو 1975)، هو سياسي فرنسي (من أصول مغربية، مواليد الدار البيضاء)، انتخب عضوا في البرلمان الأوروبي عام 2019. ينتمي لحزب الخضر الفرنسي.